# ستاتي
ستاتي (بالإيطالية: Statte)‏ هي بلدية في مقاطعة تارانتو في إقليم بوليا الإيطالي.

## السكان
في سنة 1871 بلغ عدد السكان  نسمة، وتطور العدد ليصل في سنة 2011 لـ 14٬194 نسمة.
يظهر هذا المخطط البياني تطور النمو السكاني لـ ستاتي